# Kalkfjällskivling
Kalkfjällskivling (Lepiota calcicola) är en svampart som beskrevs av Knudsen 1980. Lepiota calcicola ingår i släktet Lepiota och familjen Agaricaceae.   Inga underarter finns listade i Catalogue of Life.
I den svenska databasen Dyntaxa används istället namnet Echinoderma calcicola för samma taxon.  Arten är reproducerande i Sverige.